# مقاطعة أوزارك (ميزوري)
مقاطعة أوزارك (بالإنجليزية: Ozark County)‏ هي إحدى المقاطعات في ولاية ميزوري في الولايات المتحدة الأمريكية.